# Nancy Holder
Nancy Holder, nata Nancy Lindsay Jones (Los Altos, 29 agosto 1953), è una scrittrice statunitense di romanzi horror e di fantascienza.

## Biografia
Nata a Los Altos, in California, nel 1953, vive e lavora a San Diego.
Cresciuta tra la California e il Giappone, dopo avere lasciato le scuole superiori per diventare una ballerina di danza classica in Germania, è tornata negli Stati Uniti dove ha proseguito gli studi e si è laureata all'Università della California, San Diego.
Autrice di romanzi rosa, horror, young adult, fantasy e di fantascienza oltre a racconti, guide a serie antologiche, saggi, romanzamenti e curatrice di antologie, le sue opere sono state premiate con quattro Premi Bram Stoker, nel dettaglio 3 per il miglior racconto (1991-1993-1994) e uno per il miglior romanzo (1994).

## Opere tradotte in italiano

### Romanzi
- Bocca a bocca (Winner Take All, 1984), Roma, Curcio, 1986
- In due sul trapezio (The Greatest Show on Earth, 1984), Roma, Curcio, 1986
- Prendimi al chiaro di luna (Emerald Fire, 1986), Roma, Curcio, 1988
- La tempesta (Rough Cut, 1990), Roma, Mondadori, 1994
- La crociata dei vampiri (Crusade, 2010) con Debbie Viguié, Roma, Newton Compton, 2011 Traduzione di Lorena Marrocco ISBN 978-88-541-2781-4

### Romanzamenti
- Il ballo di Halloween (Halloween Rain, 1994) con Christopher Golden, Milano, Sperling paperback, 2000 traduzione di S. Di Marino ISBN 88-8274-110-9.
- Buffy the vampire slayer: Il libro dei Quattro (The Book of Fours, 2001), Bari, Fiction House, 2006 traduzione di Angela Feroni ISBN 978-88-902682-0-5.